# Kuno van Stoffeln

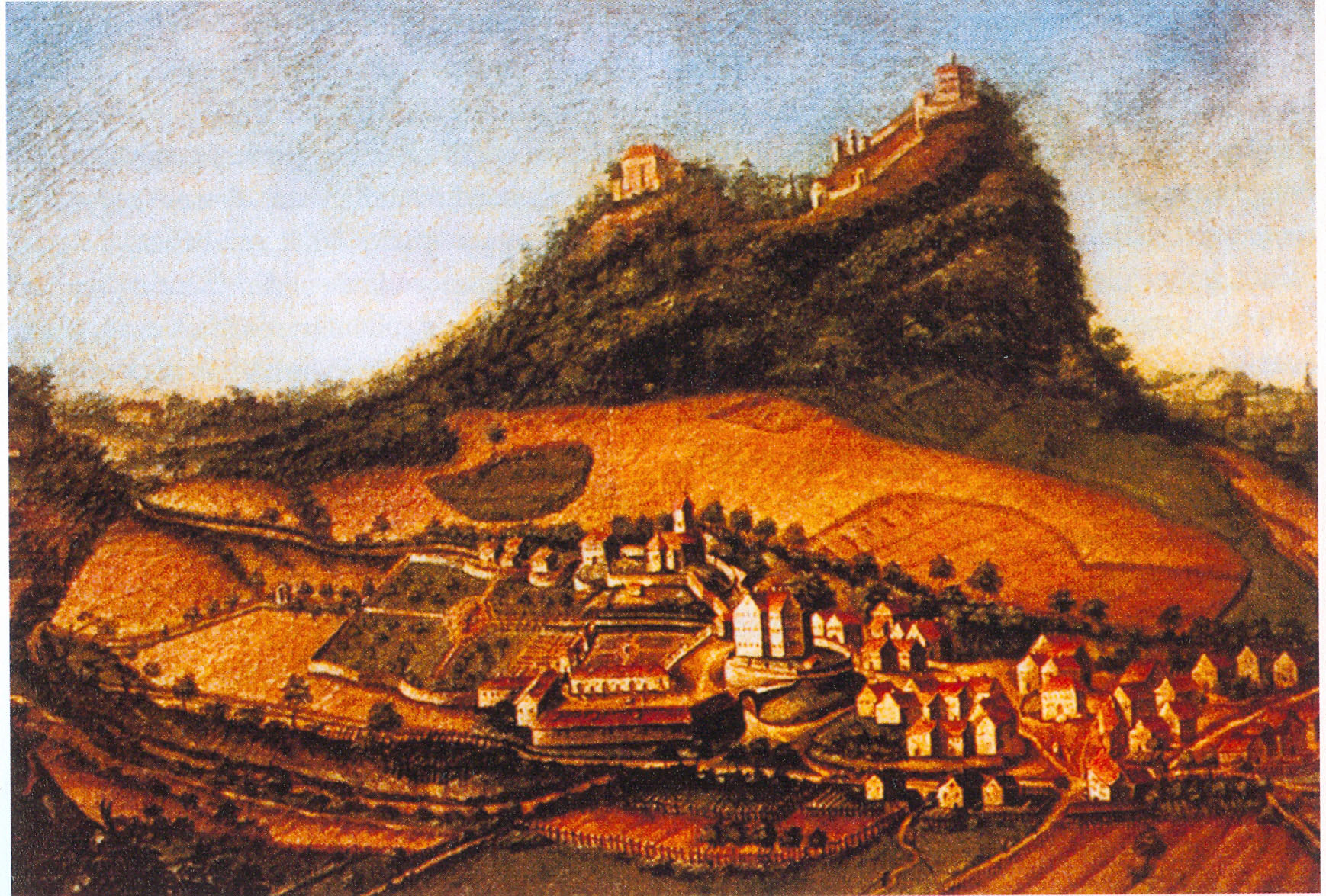
Voormalige burcht van de heren van Stoffeln; vandaag gemeente Hilzingen

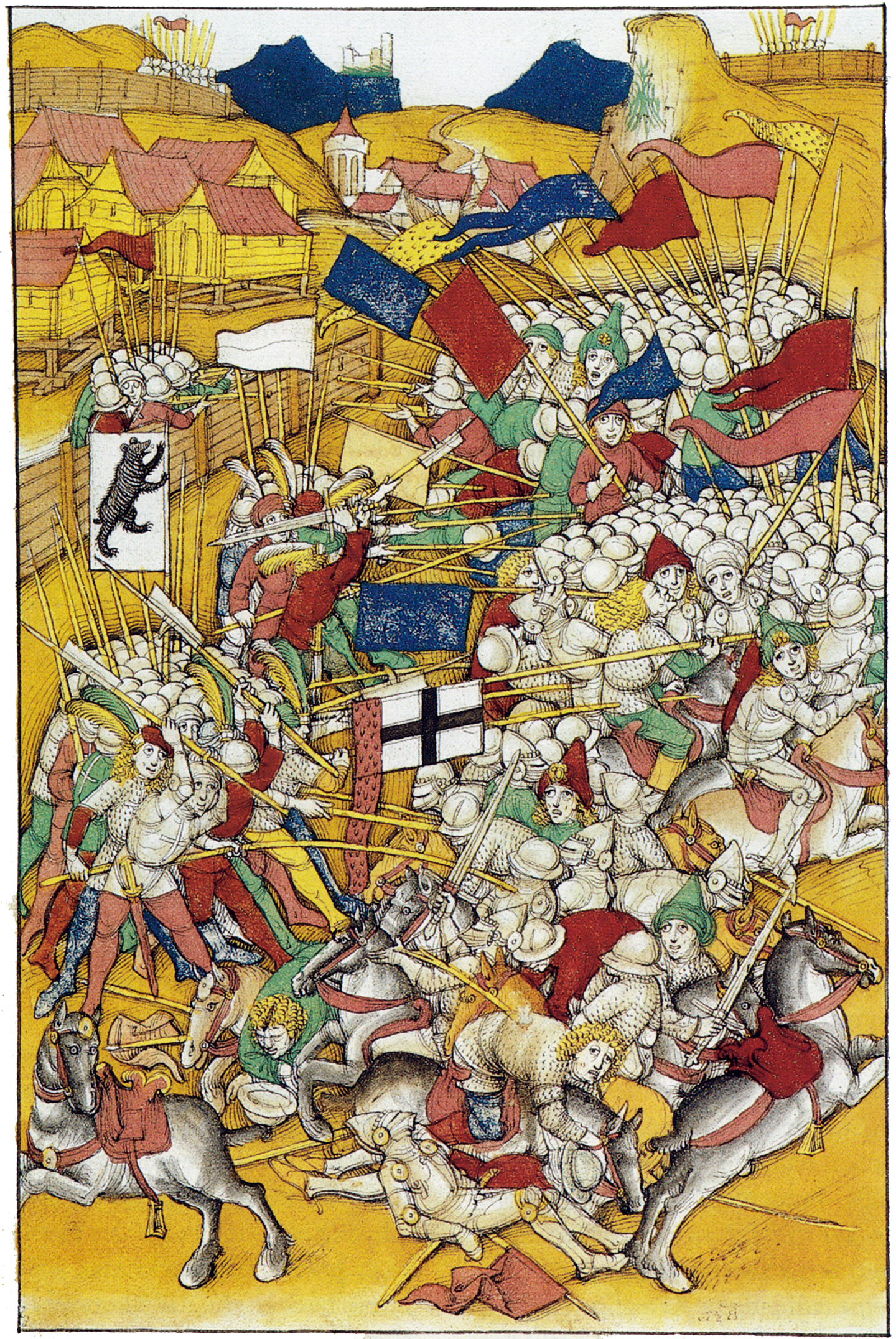
Veldslag tussen Appenzell links (met zwarte beer) en het abdijvorstendom Sankt Gallen rechts (met zwart kruis).

Kuno van Stoffeln (landstreek Hegau, midden 14e eeuw – Sankt Gallen, 19 oktober 1411) was van 1379 tot zijn dood in 1411 prins-abt van het abdijvorstendom Sankt Gallen in het Heilige Roomse Rijk. Onder zijn bestuur verwierven de Appenzellers hun onafhankelijkheid; Appenzell (Abbatis Cella) was immers van oudsher een abtskwartier van de abdij van Sankt Gallen.

## Levensloop
Kuno groeide op in de hoogteburcht Stoffeln, die in handen was van de heren van Stoffeln. Vandaag staat de ruïne ervan in de gemeente Hilzingen, aan het Bodenmeer. De landstreek waar Kuno geboren werd, is Hegau. 
Hij trad toe tot de benedictijnen van Sankt Gallen in de jaren 1360. In 1375 werd hij bevorderd tot prior van de abdij, gevolgd door wijding tot abt in 1379. In de eerste jaren van zijn bestuur als prins-abt kon hij de drang naar onafhankelijkheid van Appenzell inperken met een overeenkomst (1379), wat hij overdeed met een pact met de stedelingen in Sankt Gallen (1382). Deze laatsten hadden onder de voorgangers van Kuno ruime autonomie verworven.
Doch het fnuiken van de onafhankelijkheid van al deze mensen viel het in slechte aarde toen Kuno een bondgenootschap sloot met hertog Leopold IV van Oostenrijk (1392). De Appenzellers begonnen de Appenzellerkriege, een reeks van opstanden en veldslagen tegen de abt van Sankt Gallen. De abt riep de Oostenrijkers en de stad Konstanz ter hulp, terwijl Appenzell zich allieerde met het kanton Schwyz en met de stad Sankt Gallen zelf (1401). Kuno besteedde fortuinen aan het operationeel houden van legers met voetvolk, ridders en wapentuig. Hij verkocht landerijen, schonk (bevriende) steden vrijheden zoals onder meer Lindau aan het Bodenmeer, verpandde gronden en leende grote sommen geld. De abtelijke troepen verloren de ene veldslag na de andere. Abt Kuno stak zich nog meer in schulden. De veldslagen van Vögelinsegg (1403) en Stoss (1405) verliepen desastreus voor abt Kuno. Hij schonk de lekenbroeders van de abdij de vrijheid, zodat ze voor zichzelf het land konden bebouwen. De abdij van Sankt Gallen ging bankroet. Zelf liet Kuno zich al jaren niet meer zien in de abdij, gelegen binnen de stadsmuren van Sankt Gallen. Hij verschanste zich in een fort in Wil. In 1407 stonden de Appenzellers en burgers van Sankt Gallen voor het fort. Ze sleurden hem eruit en dwongen hem terug in de abdij van Sankt Gallen te wonen. De Rooms-Duitse koning Ruprecht verbood de onafhankelijkheid van Appenzell in een schrijven (1408) doch dit hitste de gemoederen nog op.
In 1411 stierf abt Kuno in de abdij, volgens de kroniekschrijvers, op hoge leeftijd. Zijn leeftijd is evenwel niet bekend. Appenzell werd een officiële bondgenoot van de zeven Zwitserse kantons, het Oude Eedgenootschap.
- Gemeinsame Normdatei: 137312407
- Historisch woordenboek van Zwitserland: 012985
- Virtual International Authority File: 81520278